# Ciudad Victoria
Ciudad Victoria é a capital do estado de Tamaulipas, e se localiza ao noroeste do México. Foi fundada como Villa de Santa María de Aguayo por José de Escandón.
Em sua segunda campanha de colonização durante o século XVIII. Em seu informe de 1755 ao Virrey, Escandón descreve o assentamento da seguinte maneira:
"Tiene muy selecta situación, su terreno es admirable para todo género de granos de riego y temporal y de buenos pastos, abundante de pescado, riégase con una hermosa abundante acequia de agua sacada del río de San Marcos, en cuyo margen se halla; ha sido perseguida de los indios janambres, y de siete indios llamados del Siguí... puede ser gran lugar con el tiempo por las comodidades que ofrece. Logra ya competente cosecha de granos y van fabricando iglesia y casas".

## História
Foi fundada em 6 de outubro de 1750 com o nome de Villa de Santa María de Aguayo, "bajo la advocación de la Purísima Concepción", por Don José de Escandón y Helguera, “Conde de Sierra Gorda”, durante sua segunda campanha do plano de pacificação e colonização da Costa del Seno Mexicano, logo denominado Nuevo Santander, hoje Tamaulipas. Ciudad Victoria, Tamaulipas, é o centro geográfico do Estado, localizada ao Norte a 23° 29´, ao Sul a 23° 24´de latitude Norte, ao Leste a 98° 55´ e ao Oeste a 99° 26´ de longitude Oeste e sua altitude é de 320 metros sobre o nível do mar, também dentro do município e em seus arredores existem serras que alcançam os 2.000 metros; O Trópico de Câncer cruza o municipio aos 23° 27´ 15´´ de latitude Norte, respeito a sua população a nível nacional, é uma cidade média. Na zona central da entidade, rodeada ao Poente pela Sierra Madre Oriental que a cobija ao entardecer no coração da mesma. Ao Norte se abre venturosa para receber as oleadas del suave olor del naranjo e do sul la cálida brisa huasteca.
A Villa de Aguayo se distribuiu em forma quadriculada perfeita, em seu segundo assentamento algumas léguas ao Oriente de sua fundação, transformando-se pelo constante aceito dos índios Janambres e Pizones; Foi desde um principio o ponto central geográfico comunicante com todas as vilas de Nuevo Santander.
A estrutura urbana e arquitectônica se define em seus imóveis, construídos a base de sillar, edificações dos anos finais do século XIX e princípios do século XX; O paso de la carretera México-Laredo agiliza mudanças e transformações desde a década de 1930, a inauguração da rodovia a Matamoros em 1949.
Em 1910 Victoria ganhou seu primeiro automóvel, o que causou uma enorme expectativa de toda a população; A partir da época revolucionaria a fisionomia da cidade rompe com as estritas regras porfiristas e com o hermetismo da sociedade de altas estirpes e antigas linhagens, desfrutando desde então com alegria a sana convivência social popular.

## Geografia
O município se localiza entre os 23º 59' e os 23º 24' de latitude norte e os 98º 55' - 99º 26' de longitude oeste, sendo atravessado pelo Trópico de Câncer aos 23º 27'. Conta com quarenta e dois ejidos (do latím exitum) é uma porção de terra não cultivada e de uso público; também é considerada, em alguns casos, como bem de propriedade do Estado ou dos municípios.], e uma superfície de 1 634,08 km² equivalentes a 2,05% do território estatal.

### Demografia
Ciudad Victoria é o quinto município mais populoso de Tamaulipas. Sua população em 2004 foi estimada pelo Instituto Nacional de Estatística, Geografia e Informática do México (INEGI) em 274.200 habitantes.

### Clima
A temperatura média anual durante o período compreendido entre 1960 a 1997 foi de 23,9 ºC, sendo os extremos 22,3 ºC no ano mais frio (1976) e 24,8 ºC no anos mais quente (1990). No verão a temperatura alcança o máximo de 45°C à sombra e no inverno rara vez chega a ser frio mas temperaturas abaixo de 0°C recentemente já foram registradas.
| Dados climatológicos para Ciudad Victoria | Dados climatológicos para Ciudad Victoria | Dados climatológicos para Ciudad Victoria | Dados climatológicos para Ciudad Victoria | Dados climatológicos para Ciudad Victoria | Dados climatológicos para Ciudad Victoria | Dados climatológicos para Ciudad Victoria | Dados climatológicos para Ciudad Victoria | Dados climatológicos para Ciudad Victoria | Dados climatológicos para Ciudad Victoria | Dados climatológicos para Ciudad Victoria | Dados climatológicos para Ciudad Victoria | Dados climatológicos para Ciudad Victoria | Dados climatológicos para Ciudad Victoria |
| Mês                                       | Jan                                       | Fev                                       | Mar                                       | Abr                                       | Mai                                       | Jun                                       | Jul                                       | Ago                                       | Set                                       | Out                                       | Nov                                       | Dez                                       | Ano                                       |
| ----------------------------------------- | ----------------------------------------- | ----------------------------------------- | ----------------------------------------- | ----------------------------------------- | ----------------------------------------- | ----------------------------------------- | ----------------------------------------- | ----------------------------------------- | ----------------------------------------- | ----------------------------------------- | ----------------------------------------- | ----------------------------------------- | ----------------------------------------- |
| Temperatura máxima recorde (°C)           | 33                                        | 35                                        | 38                                        | 41                                        | 38                                        | 40                                        | 38                                        | 38                                        | 37                                        | 36                                        | 36                                        | 33                                        | 41                                        |
| Temperatura máxima média (°C)             | 25                                        | 27                                        | 30                                        | 31                                        | 34                                        | 35                                        | 36                                        | 35                                        | 33                                        | 30                                        | 27                                        | 26                                        | 31                                        |
| Temperatura mínima média (°C)             | 11                                        | 13                                        | 15                                        | 16                                        | 20                                        | 21                                        | 21                                        | 21                                        | 21                                        | 17                                        | 12                                        | 11                                        | 17                                        |
| Temperatura mínima recorde (°C)           | −6                                        | −3                                        | 1                                         | 6                                         | 14                                        | 18                                        | 17                                        | 17                                        | 17                                        | 11                                        | 2                                         | 1                                         | −6                                        |
| Precipitação (mm)                         | 1                                         | 2                                         | 3                                         | 4                                         | 10                                        | 11                                        | 6                                         | 7                                         | 12                                        | 5                                         | 2                                         | 2                                         | 55                                        |
| Fonte: Weatherbase 27/03/2010             |                                           |                                           |                                           |                                           |                                           |                                           |                                           |                                           |                                           |                                           |                                           |                                           |                                           |